# EQ J221734.0+001701

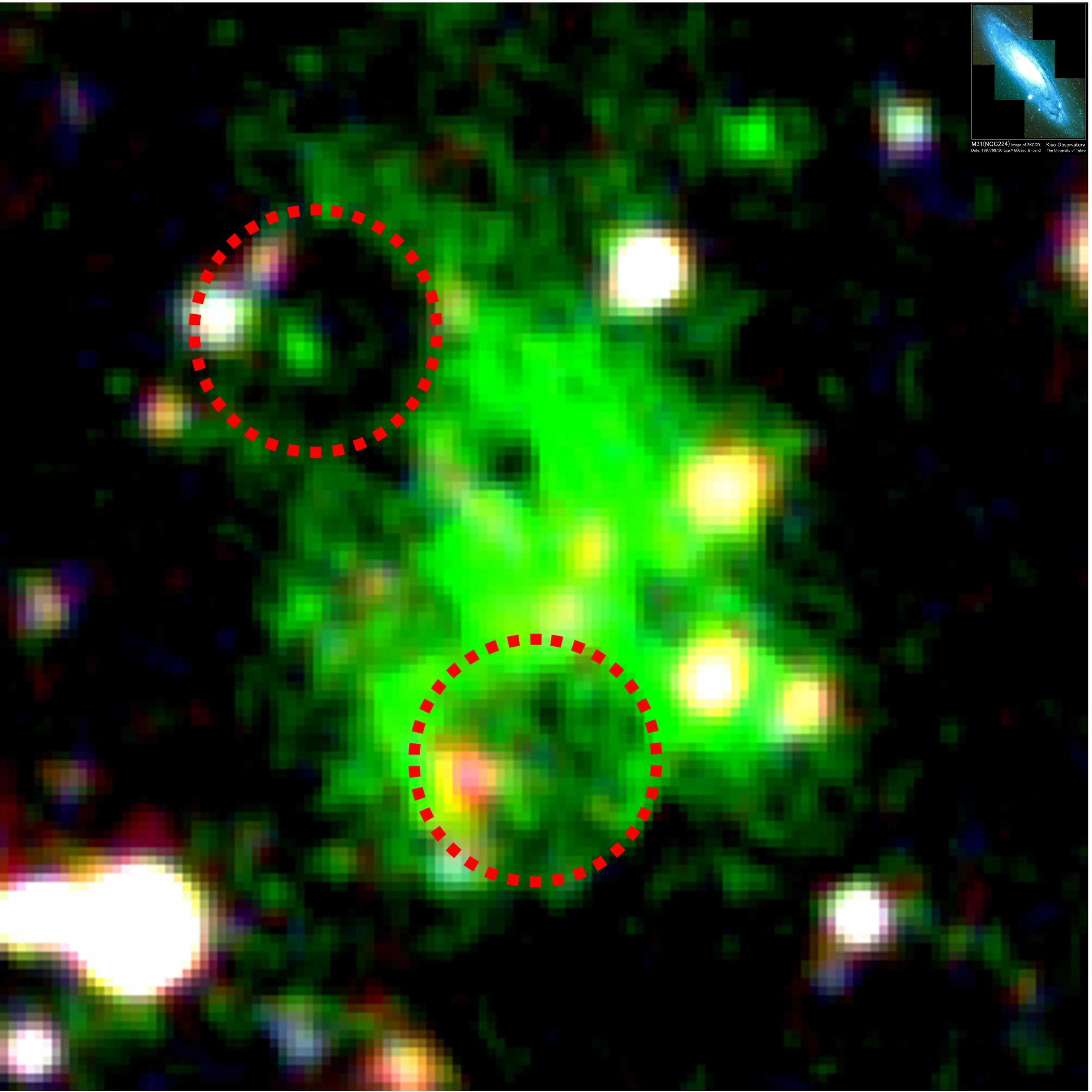
La regione SSA-22; in alto a destra, in scala, il confronto con le dimensioni della Galassia di Andromeda.

EQ J221734.0+001701 è un protoammasso di galassie con redshift z=3,1 nella regione SSA 22, situato nella costellazione dell'Aquario.
Il protoammasso di galassie è situato alle coordinate 22h 17m 34.0s +00° 17′ 01″ e fu originariamente scoperto nel 1998.

## Caratteristiche
Successivamente, nel 2006, fu annunciata l'esistenza di una struttura multifilamentosa dell'ampiezza di 200 milioni di anni luce, che risultava coincidente con il protoammasso. Questa struttura era stata scoperta nel 2005 da Ryosuke Yamauchi e colleghi della Tohoku University di Sendai, in Giappone, rinvenuta in una regione dell'universo contenente grandi concentrazioni di gas. Si tratta di una struttura molto distante in quanto stiamo osservando qualcosa che risale a 12 miliardi di anni fa. Questo oggetto è composto da galassie Lyman-break e grandi bolle di gas, come i blob Lyman-alpha, i Lyman-alpha emitter, filamenti gassosi. Alcune delle bolle di gas che compongono questa colossale struttura misurano anche più di 400.000 anni luce, praticamente il doppio del diametro della galassia di Andromeda.
Alcuni scienziati ritengono che queste gigantesche bolle si siano formate a seguito della nascita di stelle massicce nell'universo primordiale, che poi sono esplose in supernove espellendo i loro gas esterni. Galassie e bolle di gas che fanno parte di questa struttura sono disposte lungo tre filamenti ricurvi, o bracci, formatisi approssimativamente 2 miliardi di anni dopo il Big Bang. Questi filamenti sono stati osservati con l'impiego dei telescopi Subaru e Keck situati sul vulcano inattivo Mauna Kea nelle Hawaii.
Questa struttura non è solo incredibilmente grande, ma anche molto densa; le galassie presenti in ogni filamento sono quattro volte più vicine tra loro di quanto avviene mediamente nell'universo. Prima della scoperta di EQ J221734.0+001701, gli astronomi avevano predetto l'esistenza di strutture di questo tipo, tuttavia quelle note in precedenza e con una così elevata densità, risultavano molto più piccole, entro i 50 milioni di anni luce.
In accordo con i dati di modelli elaborati al computer, si ipotizza che molte delle galassie massicce si siano originate da strutture analoghe e che la loro formazione sia iniziata dalle bolle, i cui costituenti sono collassati sotto l'azione della loro stessa gravità. Partendo dal presupposto che le aree più dense dell'universo sono i luoghi dove si sono formate le prime galassie, questa struttura potrebbe proprio essere una delle prime ad essersi costituita. L'importanza della scoperta di EQ J221734.0+001701 è legata proprio alla comprensione dei meccanismi di formazione delle prime galassie e dell'evoluzione successiva, con riferimento anche alla nostra Via Lattea.